# Phytomyza gracilis
Phytomyza gracilis este o specie de muște din genul Phytomyza, familia Agromyzidae. A fost descrisă pentru prima dată de Johann Wilhelm Meigen în anul 1830.
Este endemică în Germania. Conform Catalogue of Life specia Phytomyza gracilis nu are subspecii cunoscute.